# Famille de Montgomery
La famille de Montgomery est une famille noble française originaire d'Écosse, implantée en France dans l'Orléanais puis en Normandie. Malgré la communauté de nom, elle n'a pas de lien prouvé avec la famille de Montgommery d'origine normande et implantée en Angleterre après sa conquête par Guillaume le Conquérant.

Cette famille s'est éteinte en France au XVIIIe siècle

## Filiation
John Montgomery ( -1445), noble écossais venu se mettre au service du roi de France, marié avec Marie d'Aussigny, dont :
- Robert de Montgomery, seigneur de Cormainville, marié en 1481 avec Lionne de Lodes, dame de Lorges, dont :
  - Jacques de Montgomery (vers 1485-1562), seigneur de Lorges, capitaine de la garde écossaise de François Ier. Il acheta en 1543 le comté de Montgommery (St-Germain, Ste-Foy), en Normandie. D'où :
    - Gabriel Ier de Montgomery (1530-1574), seigneur de Lorges, de Ducey, de Montgommery. Il blessa mortellement le roi Henri II en 1559 lors d'un tournoi de chevalerie. Chef de guerre huguenot lors des guerres de Religion. Marié en 1550 avec Isabeau de La Tousche, dame des Roches-Tranchelion (née vers 1529), dont :
      - Jacques II de Montgomery (vers 1554-1609), seigneur de Lorges, capitaine des gardes du corps du Roi, dont postérité
      - Gabriel II de Montgomery (vers 1560-1635), seigneur de Ducey, du Breuil-en-Auge, dont postérité : suite des comtes de Montgommery.

## Armoiries
On trouve :
Montgomery
Écartelé : aux 1 et 4, d'azur, à trois fleurs-de-lis d'or (Montgomery) ; aux 2 et 3, de gueules, à trois bagues d'or, chatonnées d'azur (Eglinton),.
- Cimier : un bras armé tenant une lance brisée[2]

Montgomerie
Écartelé : aux 1 et 4, d'azur, à trois fleurs-de-lis d'or (Montgomerie) ; aux 2 et 3, de gueules, à trois bagues d'or, chatonnées d'azur (Eglinton (en)). L'écu entouré d'une bordure d'or, ch. d'un double trêcheur fleuronné et contre-fleuronné de gueules (Seton),.
- Cimier : une femme issante habillée d’azur tenant de sa main dextre une ancre d’or et de sa senestre une tête d’homme de carnation[2].
- Supports : deux dragons ailés de sinople vomissant des flammes[2].
- Devise : « Gardez bien[2] ! »

Montgomery
Écartelé : aux 1 et 4, contre-écartelé, d'azur à la bande d'or, acc. de six croix recroisettées au pied fiché du même, rangées en orle (comté de Mar), et d'or à une frette de gueules (baronnie de Lisle); aux 2 et 3, d'argent, à la fasce d'azur, ch. de trois étoiles du champ (Mure). Sur le tout écartelé, d'azur à trois fleurs-de-lis d'or (Montgomery), et de gueules à trois bagues d'or, chatonnées d'azur (Eglinton),.
- Cimier : un coq au naturel[2].
- Supports : deux chats au naturel la tête posée de front[2].
- Devise : « An I may[2] »

Montgomery
Les armes de Montgomery, comte d'Eglinton et de Winton. Sur le tout de gueules à une épée d'argent, garnie d'or, posée en bande, et une sceptre d'or, brochant en barre, passés en sautoir,.
- Cimier : une main gantelée au naturel en pal tenant un poignard en fasce la pointe vers senestre la main soutenue d’un chapeau de tournoi de gueules retroussé d’hermine[2].
- Supports : à dextre un dragon ailé de sinople colleté d’une couronne de vicomte anglais à senestre un ange habillé d’azur ceint chevelé et ailé d’or portant un baudrier de gueules auquel est suspendu une épée dans sa gaine[2].
- Devise : « Honneur sans repos[2] »

Montgomery de Magbie-Hill
Écartelé : aux 1 et 4, d'azur, à trois fleurs-de-lis d'or (Montgomery); aux 2 et 3, de gueules, à trois bagues d'or, chatonnées d'azur (Eglinton). A la croix ondée d'or, brochant sur l'écartelé,.
- Cimier : un bras armé tenant un poignard[2]

Montgomery de Skelmorlie
D'azur, à trois fleurs-de-lis d'or,.
Montgommery
Écartelé, de sable à trois fleurs-de-lis mal-ordonnées d'or, et de gueules à trois bagues mal-ordonnées d'or. L'écu entouré d'une bordure de gueules, bordée à l'intérieur et à l'extérieur d'or, chacune de ces orles chargée de huit couronnes à l'antique de gueules, et la bordure de gueules chargée en outre d'une troisième orle d'or entre les deux autres.
Montgommery
Écartelé : au 1, d’azur au lion d’or, armé et lampassé d’argent, à la bordure d’or ; au 2, de sinople à un chevalier armé de toutes pièces, tenant une épée d’or en barre, la pointe en bas, et monté sur un cheval galopant d’argent, bridé et sellé de gueules, la selle frangée d’or ; au 3, d’or à un paon au naturel, posé sur une terrasse de sinople ; au 4, d’azur à trois fleurs-de-lis d’or,
- Cimier : un château sommé d’un ange issant couronné d’or tenant de sa main dextre une ancre et de sa senestre une épée accosté de bannières blanches semées de fleurs-de-lis et chargées en cœur d’une aigle éployée d’azur[2].
- Supports : deux lions d’or armés et lampassés d’argent colletés de couronnes à l’antique[2].
- Devise : « Gardez bien[2] ! »

Montgommery
Écartelé : de sable à trois fleurs-de-lis mal-ordonnées d’or et de gueules à trois bagues mal-ordonnées d’or L’écu entouré d’une bordure de gueules bordée à l’intérieur et à l’extérieur d’orchacune de ces orles chargée de huit couronnes à l’antique de gueules et la bordure de gueules chargée en outre d’une troisième orle d’or entre les deux autres.
- Cimier : un bras armé au naturel posé sur le coude tenant une lance de tournoi en barre[2].